# البرنوا ا ترینداده
البرنوا (به پرتغالی: Albernoa) یک سکونت‌گاه مسکونی در پرتغال است که در بژا (پرتغال) واقع شده‌است.

## خصوصیات
البرنوا ۱۰۹٫۸۹ کیلومترمربع مساحت و ۸۹۰ نفر جمعیت دارد.